# Estuario de Thames
El estuario de Thames (maorí: Tikapa Moana-o-Hauraki) es una gran bahía situada en el norte de la Isla Norte de  Nueva Zelanda. Es la ría de los ríos Waihou y Piako, el primero de los cuales se llamaba anteriormente el río Támesis, y la ciudad de Támesis se encuentra en la costa sureste.
El estuario se encuentra en el extremo sur del Golfo Hauraki, al sureste de la ciudad de Auckland. Ocupa un valle o graben entre la península de Coromandel y las montañas de Hunua, que continúa hacia las llanuras de Hauraki al sur.

## Conservación
El estuario de Thames es un sitio importante para aves zancudas o limícolas, y está catalogado como un humedal de importancia internacional según la Convención de Ramsar. El Miranda Shorebird Center, gestionado por Miranda Naturalists 'Trust, está ubicado en la costa occidental de la bahía de Miranda.
Sin embargo, el estuario en general está severamente dañado por las influencias creadas por el hombre, especialmente los desechos de granjas lecheras, y no se ha recuperado de la recolección de mejillones a gran escala durante 40 años después de que la práctica cesó
Ballenas como las ballenas francas australes (uno de los primeros registros confirmados en aguas de las islas principales desde el final de la caza comercial e ilegal en la región de Browns Bay en 2012) y las ballenas de Bryde se pueden ver en la bahía para parir y descansar .